# Ghetto de Stanisławów
Le ghetto de Stanisławów (polonais : getto w Stanisławowie, allemand : Ghetto Stanislau) était un ghetto pour les Juifs créé en 1941 par les autorités allemandes nazies dans la ville polonaise de Stanisławów (aujourd'hui Ivano-Frankivsk, en Ukraine occidentale). Avant 1939, la ville faisait partie de la deuxième République polonaise. Après l'invasion allemande de l'Union soviétique, l'Allemagne nazie a incorporé la ville dans le district de Galicie, comme cinquième district du gouvernement général semi-colonial.  
Le 12 octobre 1941, pendant le tristement connu « Dimanche sanglant », quelque 10 000 à 12 000 Juifs ont été abattus dans des fosses communes au cimetière juif, par les SS allemands du SIPO et des bataillons de la police de l'Ordre, conjointement avec la police auxiliaire ukrainienne. Deux mois après le massacre, un ghetto a été officiellement créé pour les 20 000 Juifs restants, clôturé le 20 décembre 1941 et fermé en février 1943 après sa liquidation. 

## Contexte
Au début de la guerre, la population juive de la ville est d’environ 30 000 personnes. Quand la guerre éclate, les milliers de réfugiés juifs de l'Ouest arrivent dans la ville. Mais très peu des Juifs de la ville ou de Juifs réfugiés réussissent à franchir la frontière de la Roumanie ou de la Hongrie. Stanisławów est soumise à plusieurs bombardements d'artillerie et le 16 septembre 1939, les troupes et la police polonaise quittent la ville, ouvrant grande la porte au chaos qui règne plusieurs jours. La populace ukrainienne des villages environnants et des bandes organisées pillent les entrepôts de l’armée et lancent un pogrom contre la communauté juive, d’abord dans les environs, puis dans la ville même. Le 18 septembre, les Soviétiques arrivent, remettent de l'ordre dans la ville et mettent fin aux émeutes dans les environs. Au début de l’occupation soviétique, plusieurs communistes juifs de la ville siègent au conseil de la ville, mais dès que la région est intégrée à la république soviétique d’Ukraine, les communistes locaux sont relégués à des postes subalternes. Durant l'occupation, le NKVD inflige une sévère répression contre la population locale, assassinant 2 500 prisonniers politiques (ukrainiens, polonais et juifs) dans la ville, juste avant l'occupation nazie de Stanislavov. 
Des femmes avec des dizaines d'enfants ont été abattues par les Soviétiques dans le ravin isolé de Dem'ianiv Laz à l'extérieur de la ville, au moins 524 victimes, forcées de creuser leur propre fosse commune. Durant l'été 1940, beaucoup de Juifs, principalement les réfugiés, sont exilés en Sibérie. Des Juifs locaux cachent beaucoup de leurs coreligionnaires chez eux ; les militants sionistes sont emprisonnés et tous les responsables des divers organismes juifs de la ville sont limogés. Seules peuvent fonctionner les synagogues, uniques établissements où la vie sociale et spirituelle de la communauté peut encore s’exprimer. 
Toutes les grandes entreprises privées, particulièrement les usines juives, disparaissent. Des entrepôts et des magasins sont confisqués. Seuls peuvent continuer à exercer les petits commerçants et les petits artisans, mais celles-ci finissent par fermer face aux lourdes taxes que leurs impose les autorités soviétiques. La grande majorité des juifs perd ses ressources traditionnelles et est forcée de chercher du travail dans les usines, les domaines agricoles, les magasins et les bureaux nationalisés.

## Arrivées des nazis
Quelques centaines de Juifs, particulièrement les jeunes qui s’étaient engagés dans l’armée rouge, tentent de se sauver vers l'Est. Dès le départ des Soviétiques, les Ukrainiens locaux commencent à persécuter les juifs. L'armée hongroise, entrée dans la ville le 2 juillet 1941, met fin aux pogroms. La situation se tend avec l’arrivée de plusieurs milliers de réfugiés Juifs des Carpates, qui avaient été exilés par le gouvernement hongrois. La majorité va rester dans ces lieux, même après la constitution du ghetto. 
Lorsqu'arrivent les Allemands le 26 juillet 1941, plus de 40 000 juifs peuplent la ville de Stanisławów. Ce nombre inclut les réfugiés de Pologne occidentale, les exilés des Carpates et des réfugiés des villages voisins venus à Stanisławów à la suite des persécutions de la population ukrainienne après le départ des Soviétiques. Avec l'aide des Ukrainiens, la police allemande pénètre dans le quartier juif et les dénombre en les photographiant. Ukrainiens et Polonais profitent de la destruction de la statue de Lénine au centre-ville pour s'en prendre aux Juifs. Très vite, la Gestapo ordonne à Yisrael Seibald, un des chefs de la communauté juive d'avant-guerre, d’installer un Judenrat. Un peu plus tard, un décret oblige tous les juifs des professions indépendantes à s'enregistrer par profession. Les gens se précipitent pour s'inscrire, dans l'espoir de trouver un emploi approprié. Le 2 août 1941, toute l'intelligentsia juive de Stanisławów est prévenue qu’elle devra se présenter sous peine de mort les 3, 4 et 8 août au siège de la Gestapo installé dans le tribunal, rue Bilinski, pour discuter des affaires communales et être nommés à divers postes de travail. Les personnes doivent se présenter par professions. Entre 500 et 1 000 Juifs se présentent, sont incarcérés dans la cour à côté de la prison, avant d'être transportés par le SIPO dans la forêt appelée Czarny Las, près du village de Pawełcze (Pawelce),. Après avoir creusé leur propre tranchée, tous sont abattus sauf 8 à 10 médecins, les Allemands pensant avoir besoin de leurs services en cas d’épidémies dans la ville, ainsi que treize ingénieurs, ayant réussi à convaincre les Allemands qu'ils jouent un rôle essentiel dans les affaires de la ville et leur sont indispensables,. Pendant quelques semaines, les fonctionnaires de Gestapo réussissent à convaincre les familles (80% juives) qu'il n'y avait eu aucun massacre et que les prisonniers étaient vivants dans des camps de travail. Ils permettent alors aux familles de leur envoyer des paquets de nourriture et de vêtements par l'intermédiaire du Judenrat. Laam, le vice-président du Judenrat, tente même de négocier avec la Gestapo le retour des exilés. 
Le commandement de Stanisławów est repris par un commandant SS, Hans Krueger, impliqué un mois plus tôt dans l'organisation du massacre des professeurs de Lviv. Au début d'août 1941, les autorités allemandes ordonnent aux Juifs, sous peine de mort, de porter des brassards marqués de l’étoile de David. Puis tous les décrets contre les juifs en vigueur dans le Generalgouvernement ont été imposés à la population locale. De nombreuses familles juives sont expulsées de leurs maisons et d’autres sont enlevés pour le travail forcé. Le Judenrat installe un bureau du travail, dirige par Tennenbaum afin d’éviter les « kindanppings » sauvages et mettre de l’ordre dans l’accomplissement des exigences allemandes (plus de 1 000 « travailleurs » par jour). Ce bureau prépare des listes de juifs disposés à travailler et les transmet aux autorités. Les Juifs inscrits sur ces listes sont tenus de se rassembler quotidiennement au bureau où des personnes sont choisies pour effectuer le travail dont les Allemands ont besoin. Ces travailleurs perçoivent de pauvres salaires, une soupe et parfois une tranche de pain de l'employeur ou du Judenrat. Plus tard, lorsque le ghetto sera établi, le bureau de travail établira une liste d'ouvriers réguliers travaillant à l’intérieur ou à l’extérieur du ghetto et délivrera des permis de travail. 
Les 8 et 9 août 1941, plusieurs Polonais et Juifs de la ville sont arrêtés, dont des enseignants, des fonctionnaires et des professeurs, convoqués selon une liste dressée par la milice du peuple ukrainien qui aidait la police de sécurité allemande (officiellement, une milice collaborationniste ukrainienne créée à la mi-août par Heinrich Himmler). Le 15 août, les prisonniers sont transportés dans des camions couverts vers un endroit proche de la ville, nommé la Forêt-Noire (Czarny Las) et exécutés. Le nombre de victimes est estimé entre 200 et 300,. 

### Massacre du dimanche sanglant

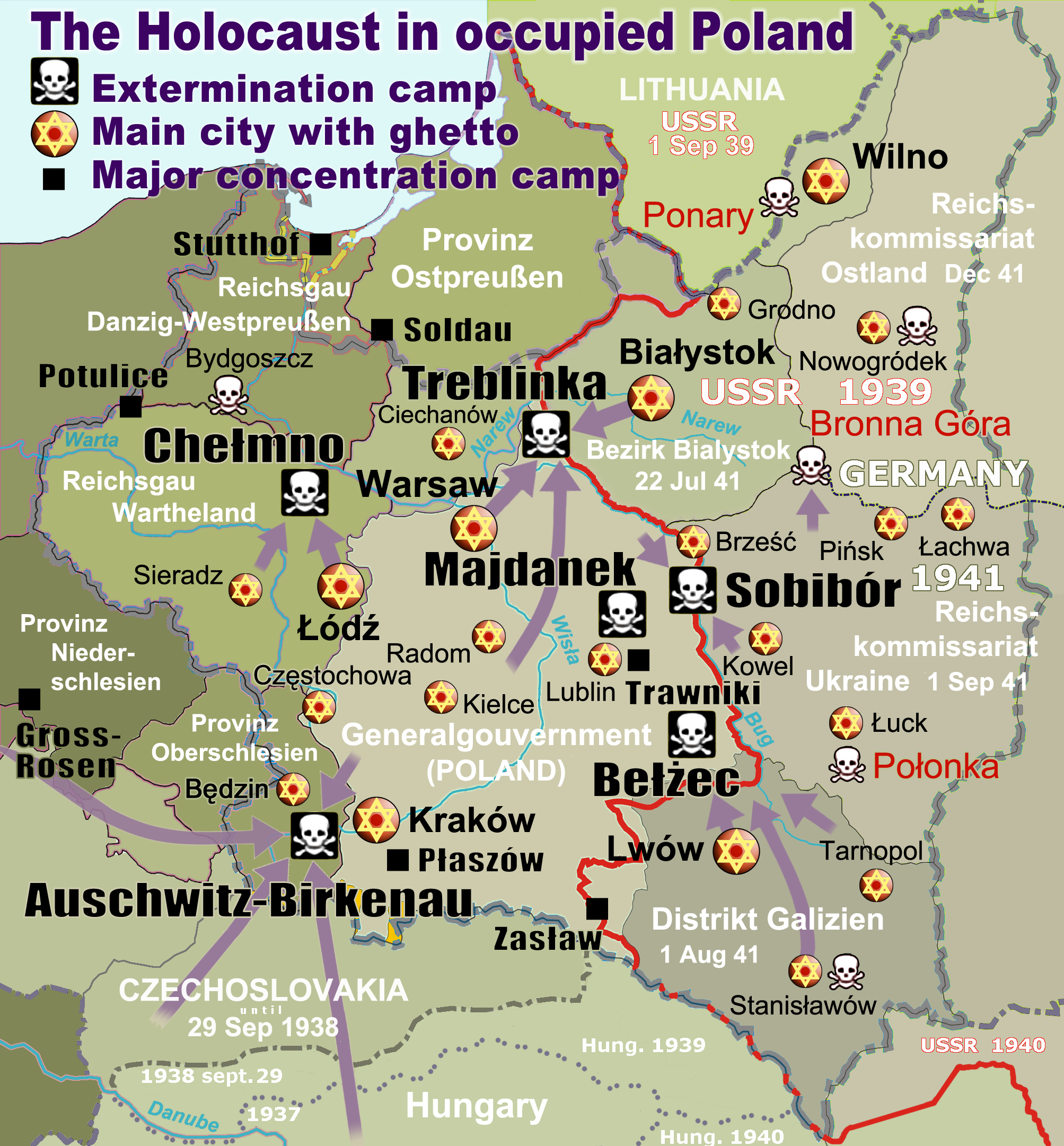
Emplacement de Stanisławów (en bas à droite dans le district de Galicie) pendant la Shoah en Europe de l'Est.

Au début d'octobre 1941, les nouvelles des massacres dans les petits villages des Carpates arrivent à Stanisławów. Quelques jours plus tard, des terrassiers du « Baudienst » ukrainien arrivent dans le nouveau cimetière juif avec bêches et pics et commencent à creuser de grandes fosses, destinées, selon leurs dires, à devenir des abris antiaériens. Sur ordre de Hans Krueger, la police ukrainienne dresse des listes de tous les Juifs de la ville. Le 10 ou le 11 octobre 1941, une rumeur circule que la Gestapo avait ordonné au Judenrat de lui fournir 1 000 hommes à envoyer dans des camps de travail. 
Le 12 octobre 1941, les maisons des juifs au centre de la ville sont cernées par la police allemande, les Ukrainiens et les membres du « Bahnschutz » (police des rails) armés de mitraillettes et de matraques. Des milliers de Juifs sont rassemblés sur la place du marché Ringplatz pour une « sélection ». Ils doivent se rendre en ordre par la rue Batory au cimetière, où les charniers avaient déjà été préparés, tandis que les malades et impotents sont chargés sans ménagement sur des camions. Au cimetière, les gardes rassemblent les Juifs près du mur, et leur ordonnent de leur livrer les objets de valeur. Ils vérifient les permis du travail au cours duquel plus de cent travailleurs (plusieurs centaines selon d’autres sources) sont libérés, mais sans tenir compte des permis délivrés par le Judenrat. Le massacre commence dans l’après-midi : petit groupe par petit groupe, les gens sont obligés de se déshabiller et de ranger soigneusement leurs vêtements, puis sont amenés du mur au bord de la fosse. Certains sont abattus directement, d’autres doivent d’abord sauter dans la fosse avant d’y être assassinés. Certains membres du Judenrat sont amenés avec leur famille au cimetière, près des fosses, et sont obligés d’assister à la tuerie avant d’être exécutés à leur tour. Seibald, le chef du Judenrat réussit à se cacher ; Tennenbaum (chef du bureau du travail qui fait le lien entre le Judenrat et la Gestapo) fait face courageusement : le chef de la Gestapo lui offre la liberté, mais il refuse et choisit de mourir avec ses frères. Des membres du Judenrat présents au cimetière, seul Michael Lamm (président-adjoint et avocat) et sa famille sont libérés. 
La tuerie s’achève au coucher du soleil. Entre 10 000 et 12 000 juifs ont été assassinés: hommes, femmes et enfants. 2 000 ou 3 000 qui n’ont pas été tués sont renvoyés à la maison. L'Aktion, sans précédent en termes d'échelle dans l'histoire de l'Holocauste jusqu'à cette date en Pologne occupée, était connu sous le nom de Blutsonntag. Une célébration de la victoire a eu lieu ce soir-là au siège,. Le jour suivant, la fosse commune est comblée de terre et ceux qui sont chargés de cette besogne sont exécutés. Le lendemain paraît un décret : après les « émeutes de la veille », la vie doit à nouveau revenir à la normale. 
Le massacre du dimanche sanglant du 12 octobre 1941 était le plus grand massacre de Juifs polonais commis par les autorités nazies dans le gouvernement général avant le plan Aktion Reinhardt de 1942. Il a été précédé par le massacre du vendredi rouge de 5 000 juifs dans le ghetto de Białystok les 27 et 28 juin 1941 par le 309e bataillon de police, mais n'a été dépassé que par le 45e bataillon de police lors du massacre de 33 000 juifs à Babi Yar dans le Reichskommissariat Ukraine, à l'extérieur de Kiev les 29 et 30 septembre 1941 ; et le dernier massacre de l'Aktion Erntefest avec plus de 43 000 Juifs assassinés dans le camp de concentration de Majdanek et ses sous-camps le 3 novembre 1943, perpétré par des Trawnikis d'Ukraine avec le bataillon de 101e police de réserve de la police allemande de Hambourg,. 

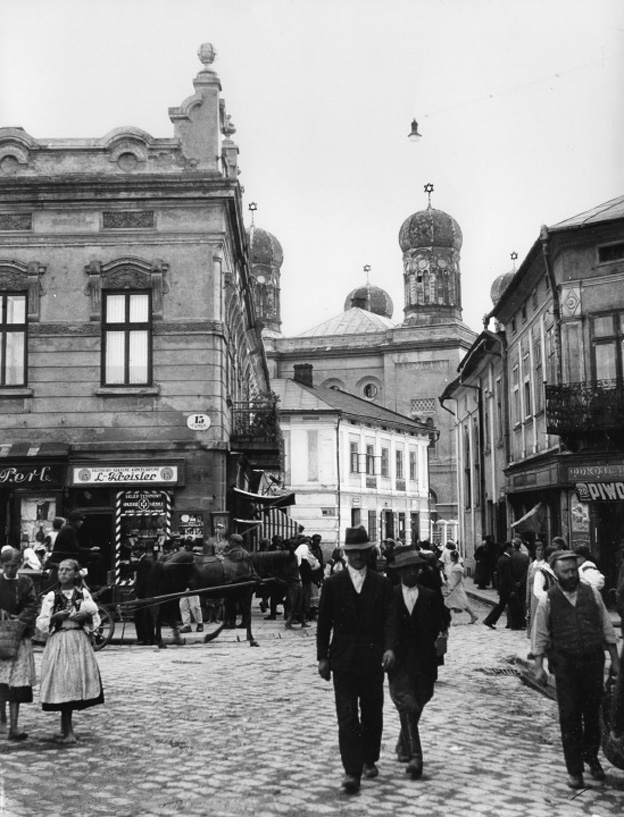
Quartier juif avant la Seconde Guerre mondiale avec des enseignes en polonais et la synagogue en arrière-plan.

### Le ghetto
Le principe de l'établissement d'un ghetto à Stanislawow est discuté dès septembre 1941 entre les autorités allemandes et le Judenrat. Le Judenrat tente de retarder la parution du décret par la corruption. Les Allemands prévoient d’abord un bloc d’immeubles afin que tous les Juifs soient regroupés dans un seul endroit. Le 11 octobre 1941, un jour avant la tuerie du cimetière, la Schupo ordonne au Judenrat de préparer plusieurs plans pour le ghetto. Après que l'« Aktion » de Hoshanna Rabba ait réduit de manière significative la population juive, les Allemands abandonnent leur plan initial et décident d’enfermer les Juifs dans le quartier juif traditionnel. Le Judenrat soumet son plan pour le ghetto en octobre ou novembre 1941. Pendant un certain temps les limites n'en sont pas fermement établies, et le Judenrat tente d’y incorporer des rues voisines. Comme certaines rues se prolongent en dehors des limites du ghetto ou servent de passage, le ghetto est formé d’une zone centrale et de deux ou trois secteurs séparés, les îlots. Le ghetto se situe dans le secteur le plus pauvre de la ville et s’étend sur une surface d’environ 1/8e de la cité. Il n'y a pas assez de réservoirs d'eau potable et les maisons sont pour la plupart en mauvais état ou à moitié détruites. Les Juifs rejoignent le ghetto entre le 1er et le 15 décembre 1941. Les plus riches y entrent les premiers, pouvant louer des camions ou des voitures pour amener leurs affaires. Les milliers d’autres, les pauvres, n’ayant pas les ressources suffisantes pour se payer des moyens de transport, se déplacent avec les moyens du bord et dans beaucoup de cas, arrivent à la dernière minute avec leurs maigres bagages. Des milliers de pauvres restent sans toit dans le ghetto, car il n'y a pas suffisamment de logements. Le Judenrat les abrite dans les entrepôts, les garages, les synagogues et dans tout autre endroit disponible. Pour séparer le ghetto du secteur « Aryen », portes et fenêtres donnant vers lui sont murées ou clouées de planches. Une barrière de bois de 3 mètres de haut avec barbelés est construite sur les terrains découverts, marquant la frontière du ghetto. Sur le mur extérieur, une ligne blanche et des étoiles de David peintes signalent le ghetto. Au début, le ghetto est ouvert sur l’extérieur par trois portes. Plus tard, le Judenrat persuadera les autorités d’ouvrir encore trois ou quatre portes. La Shupo et la police auxiliaire ukrainienne gardent ces portes, secondées par la police juive. Une chaîne de postes de garde est également mise en place sur les berges du fleuve Bystrzyca. Le ghetto est officiellement ouvert le 20 ou le 22 décembre 1941. Le nombre exact de Juifs qui y logent n’est pas connu. Il se situe probablement entre 28 et 30 000 personnes, mais il est également possible qu'il y en ait eu plus, puisqu'en automne 1941 arrivent les réfugiés juifs des villages voisins. 
Le rationnement est imposé, les rations de nourriture sont réduites (un demi kilo de pain ou de farine par personne et par semaine, 50 grammes de sucre par mois), et des ateliers ont été organisés pour soutenir l'effort de guerre allemand. Au cours de l'hiver et jusqu'en juillet 1942, la plupart des exécutions extrajudiciaires ont eu lieu au Moulin de Rudolf (Rudolfsmühle). 
En mars 1942, une rumeur se met à courir au sujet d’une « Aktion » imminente devant éliminer les « inaptes au travail » et restreindre la surface habitable du ghetto. La veille de la Pâque, le 31 mars 1942, en soirée, la police allemande et ukrainienne cerne le ghetto. Les Juifs sont expulsés de leurs maisons dans les cours et les rues. Le point de rassemblement de cette opération est le croisement des rues Belwederska et Batory. Au matin, après un contrôle des permis de travail, les employés « officiels » du Judenrat et de plusieurs autres bureaux ainsi que les ouvriers sont libérés. Les autres sont emmenés à la gare, entassés dans des trains de l'Holocauste vers le camp d'extermination de Bełżec au nord de la ville. Les premières victimes de cette « Aktion », au moins 5 000, sont les mendiants, les sans-abri, les derniers réfugiés hongrois vivant dans le dépôt « Rudolf », les résidents de la maison de retraite et les orphelins. Le secteur du ghetto est rétréci d’un tiers par l’amputation du secteur entre les rues Kazimierzowska, Batory et Siemiradzki, et tous ceux qui habitent en dehors des nouvelles limites sont obligés de s’y réinstaller le 21 avril 1942. À partir de cette date, le ghetto sert principalement de camp pour les Juifs aptes au travail, employés par l'économie allemande. Puis les Allemands recensent les résidents du ghetto : les Juifs doivent se réunir au bureau du travail par ordre alphabétique aux jours indiqués. 
Les 24 et 25 janvier 1943, quelque 1 000 Juifs sans permis de travail ont été abattus. De 1 500 à 2 000 autres ont été expulsés vers le camp de concentration de Janowska pour y être exterminées. Les 22 et 23 février 1943, Brandt, qui avait succédé à Hans Krüger en tant que SS-Hauptsturmführer, a ordonné aux forces de police d'entourer le ghetto en vue de sa liquidation définitive. L'Aktion a duré quatre jours. La plupart des victimes ont été tuées au cimetière, y compris le conseil juif. Peu de temps après, les Allemands ont annoncé que Stanisławów était Judenfrei ou libre de Juifs. Néanmoins, la police a continué à fouiller le quartier du ghetto jusqu'en avril afin de trouver les dernières victimes cachées. Les derniers Juifs enregistrés ont été assassinés le 25 juin 1943.  
Juste avant la liquidation du ghetto, un groupe d'insurgés juifs a réussi à s'échapper. Ils ont formé une unité partisane appelée "Pantelaria" active dans la périphérie de Stanisławów. Les deux commandants étaient la jeune Anda Luft enceinte de sa fille Pantelaria (née dans la forêt), et Oskar Friedlender. Leur plus grande réussite a été l'embuscade et l'exécution du chef de la police allemande du nom de Tausch. Le groupe a été attaqué et détruit par les nazis au milieu de l'hiver 1943-1944. Anda et sa nouvelle petite fille ont été tuées.

### Aide de la population polonaise
Il y a eu de nombreux efforts de sauvetage pendant la liquidation du ghetto. Lorsque les Témoins de Jéhovah ont appris que les nazis prévoyaient d'exécuter tous les Juifs de la ville, ils ont organisé une évasion du ghetto pour une femme juive et ses deux filles. Plusieurs femmes juives ont été cachés pendant toute la période de la guerre. Parmi les Polonais chrétiens accordés à l'honneur des Justes parmi les Nations se trouvaient des membres de la famille Ciszewski ayant caché dans leur maison onze Juifs fuyant la déportation vers le camp d'extermination de Belzec en septembre 1942 (tous ont survécu). La famille Gawrych a caché cinq Juifs jusqu'au 8 mars 1943, date à laquelle ils ont été découverts par un policier allemand. Quatre Juifs ont été tués par balle et un (Szpinger) a réussi à s'échapper. Jan Gawrych a été arrêté puis torturé et assassiné. 
La ville est libérée par l'armée rouge le 27 juillet 1944. 1 500 Juifs de Stanisławów d'avant-guerre ont réussi à survivre, la plupart s’étant réfugiés en Union Soviétique. Une centaine a été sauvée, cachée dans la ville par des Polonais et des Ukrainiens. Le propriétaire de l'usine « Vatzk » de Stanisławów a sauvé un certain nombre de Juifs dans le sous-sol de sa maison. Au 54 de la rue Sapiezynska, plusieurs juifs on survécu dans une cache. Quelques Polonais ont protégé 20 juifs dans une cachette dans le quartier Meizle. Quelques juifs ont également survécu dans le quartier Gorki.

## Après-guerre
Le commandant de Stanisławów lors du massacre du Bloody Sunday, le SS-Hauptsturmführer Hans Krüger fit une brillante carrière en Allemagne de l'Ouest après la fin de la guerre. Il était président de l'Association des Allemands de Berlin et de Brandebourg et a exercé des pressions au nom de la Ligue des expulsés de l'Est, représentant les intérêts des anciens nazis, entre autres. Il dirigeait sa propre entreprise. Interrogé par les autorités, un acte d'accusation est émis à son encontre par le parquet de Dortmund six ans plus tard, en octobre 1965. Son procès a duré deux ans. Le 6 mai 1968, le tribunal d'État de Münster le condamna à la réclusion à perpétuité. Il a été libéré en 1986. Hans Krüger (1909–1988) ne doit pas être confondu avec l'Oberamtsrichter Hans Krüger (en) (1902–1971), juge SS en Pologne occupée et président de la Fédération des expulsés de 1959 à 1964 de la CDU. Entre-temps, en 1966, de nombreux procès ont eu lieu à Vienne et à Salzbourg contre des membres du Schupo et de la police de la Gestapo en service à Stanisławów pendant la guerre. 
Après la Seconde Guerre mondiale, sur l'insistance de Joseph Staline lors de la Conférence de Téhéran de 1943, les frontières de la Pologne ont été redessinées et Stanisławów (puis à nouveau Stanyslaviv) a été incorporé à la République socialiste soviétique d'Ukraine. La population polonaise a été réinstallée de force dans la nouvelle Pologne avant la fin de 1946. La ville a été rebaptisée d'après le poète Ivan Franko en 1962 sous Nikita Khrouchtchev. Depuis 1991, elle est la capitale de l'oblast d'Ivano-Frankivsk en Ukraine souveraine. 